# Шодуар, Иван Максимилианович

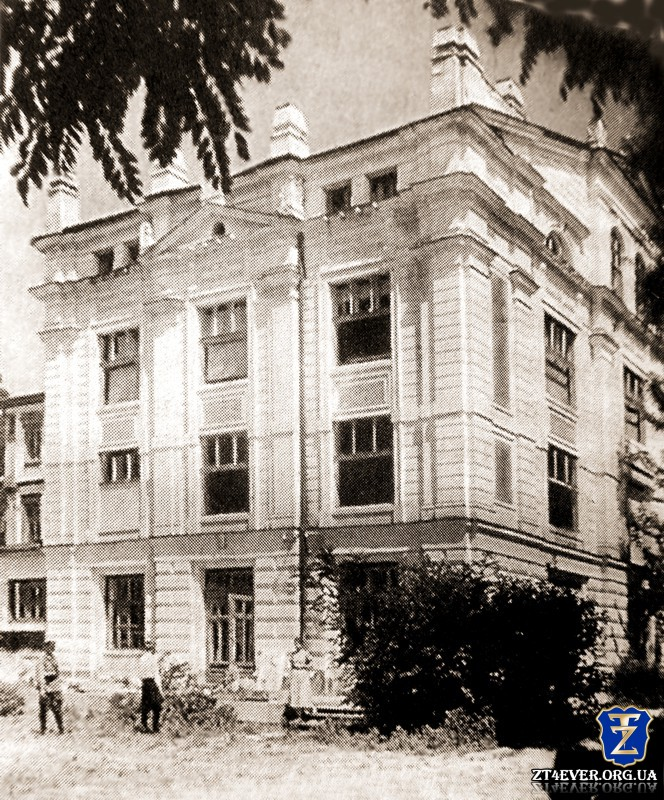
Дворец барона Ивана де Шодуара в Житомире. Довоенное фото

Барон Иван Максимилианович де Шодуар (19 февраля (3 марта) 1859 — 5 мая 1919) — барон, помещик Волынской губернии, чиновник министерства юстиции, меценат.

## Биография
Последний представитель рода баронов Шодуар, которые получили этот титул от короля Баварии Максимилиана I Иосифа. Сын — Максимилиана Шодуара и внук Станислава Шодуара.
Родился 19 февраля (3 марта) 1859 года в местечке Ивница. Окончил Рижское политехническое училище, где обучался на инженерном отделении (1877—78), затем на сельскохозяйственном (1878-79), затем снова на инженерном (1880—81), и, наконец, на химическом (1882—1887). 5 августа 1888 года был определён на службу в канцелярию Волынского губернатора В. В. Вааля, а уже 15 ноября он стал старшим сверхштатным чиновником особых поручений при Волынском губернаторе. В дальнейшем служил по Министерству юстиции, неоднократно назначался почётным мировым судьей Житомирского округа. С 26 мая 1893 года до 24 марта 1895 года был Житомирским уездным предводителем дворянства.
За счëт своих средств содержал ряд научных, культурных, спортивных и религиозных учреждений. Барон Иван Шодуар в XIX веке основал Шодуаровский парк в г. Житомире (теперь Парк культуры и отдыха имени Барона де Шодуар) и в своëм завещании подарил его городу.
В 1903 году построил в Житомире четырёхэтажный дворец. После смерти барона в нëм разместили краеведческий музей. Во время Второй мировой войны дворец был разрушен. Из принадлежавшего семье родового местечка Ивница (ныне село Андрушёвского района Житомирской области Украина) Иван Максимилианович в 1908 г. в два этапа перевëз в своё поместье в Житомире семейную библиотеку из более чем 30000 томов, богатую картинную галерею и нумизматическую коллекцию деда Станислава Ивановича Шодуара.
В августе 1908 г. в Житомире находился приват-доцент славянской филологии Московского университета К. С. Кузьминский, работавший с древностями из шодуаровской библиотеки, среди которых он выделял раритеты. Вскоре 92 ценные кириллические старопечатные книги были переданы И. М. Шодуаром через К. С. Кузьминского в дар библиотеке Императорскому Российскому историческому музею им. Императора Александра III в Москве.
Умер 5 мая 1919 из-за паралича сердца. Похоронен на Лютеранском кладбище Житомира.

## Награды
- орден Святого Станислава 2-й степени[2]
- орден Святой Анны 3-й степени[2]
- серебряная медаль для ношения на груди на ленте ордена Святого Александра Невского[2]
- орден Святого Владимира 4-й степени[2]